# Зоран Квржић
Зоран Квржић (Добој, 7. август 1988) босанскохерцеговачки је професионални фудбалер српског порекла. Висок је 180 центиметра и игра на позицији десног крила. Тренутно наступа за бањалучки Борац.
Зоран Квржић је до сада у својој каријери играо за клубове: ФК Рудар Станари, ФК Пролетер Теслић, НК ХАШК Загреб, НК Осијек, ХНК Ријека, ФК Специја и ФК Шериф Тираспољ.

## Каријера

### Клупска
Квржић је потписао за ХАШК из Загреба након проведене четири године у Пролетеру из Теслића, где је направио свој први наступ за професионални клуб. Током његовог играња за ХАШК, Квржић је изградио име као један од најбољих крилних нападача у другој и трећој хрватској дивизији. Ову добру форму је одржао неколико сезона, а затим је заслужено зарадио прелазак код хрватског прволигаша Осијека где је био у стартној постави у већини утакмица током три сезоне. Ријека је потрошила преко 400.000 евра да би у Ријеку из Осијека довео двојац Зоран Квржић и Марко Лешковић са заједничким ангажманом. У јануару 2015. године, Квржић је отишао на позајмицу у италијанску Специју до краја сезоне. На крају сезоне, италијански клуб је одлучио да позајми Квржића за целу сезону 2015/2016.
Један од најбитнијих погодака у каријери, Квржић је остварио 22. августа 2013. године на утакмици Ријеке против немачког Штутгарта која је играна у склопу доигравање фазе за улазак у Лигу Европе када је у 87. минути погодио за 2–0. Погодак за 1–0 је остварио је Леон Бенко у 74. минути. У 89. минути резултат је смањио Ведад Ибишевић на 2–1.

### Репрезентативна
За сениорску репрезентацију Босне и Херцеговине, Зоран Квржић, је дебитовао 16. децембра 2011. године у пријатељској утакмици против Пољске. Он је, такође, играо против Лихтенштајна током квалификација за Светско првенство 2014. у октобру 2013. године, и у пријатељској утакмици против Аргентине у новембру 2013. године.

## Статистика

### Клупска
| Сезона                           | Клуб           | Лига                | Лига    | Лига   | Куп     | Куп    | Европа  | Европа | Укупно  | Укупно |
| Сезона                           | Клуб           | Лига                | Наступи | Голови | Наступи | Голови | Наступи | Голови | Наступи | Голови |
| -------------------------------- | -------------- | ------------------- | ------- | ------ | ------- | ------ | ------- | ------ | ------- | ------ |
| 2008/09.                         | ХАШК Загреб    | Трећа лига Хрватске | 14      | 3      | –       | –      | –       | –      | 14      | 3      |
| 2009/10.                         | ХАШК Загреб    | Трећа лига Хрватске | 31      | 11     | 1       | 0      | –       | –      | 32      | 11     |
| ХАШК укупно                      | ХАШК укупно    | ХАШК укупно         | 45      | 14     | 1       | 0      | 0       | 0      | 46      | 14     |
| 2010/11.                         | Осијек         | Прва лига Хрватске  | 21      | 2      | 3       | 1      | –       | –      | 24      | 3      |
| 2011/12.                         | Осијек         | Прва лига Хрватске  | 24      | 0      | 8       | 3      | –       | –      | 32      | 3      |
| 2012/13.                         | Осијек         | Прва лига Хрватске  | 30      | 4      | 4       | 1      | 4       | 1      | 38      | 6      |
| Осијек укупно                    | Осијек укупно  | Осијек укупно       | 75      | 6      | 15      | 5      | 4       | 1      | 94      | 12     |
| 2013/14.                         | Ријека         | Прва лига Хрватске  | 29      | 5      | 3       | 1      | 10      | 2      | 42      | 8      |
| 2014/15.                         | Ријека         | Прва лига Хрватске  | 17      | 1      | 3       | 0      | 12      | 3      | 32      | 4      |
| 2014/15.                         | Специја        | Серија Б            | 17      | 1      | –       | –      | –       | –      | 17      | 1      |
| 2015/16.                         | Ријека         | Прва лига Хрватске  | 1       | 0      | –       | –      | 2       | 1      | 3       | 1      |
| 2015/16.                         | Специја        | Серија Б            | 21      | 0      | 3       | 0      | –       | –      | 24      | 0      |
| Специја укупно                   | Специја укупно | Специја укупно      | 38      | 1      | 3       | 0      | 0       | 0      | 41      | 1      |
| 2016/17.                         | Шериф Тираспољ | Прва лига Молдавије | 26      | 5      | 1       | 0      | 2       | 0      | 29      | 5      |
| 2017/18.                         | Ријека         | Прва лига Хрватске  | 14      | 1      | 2       | 1      | 8       | 1      | 24      | 3      |
| Ријека укупно                    | Ријека укупно  | Ријека укупно       | 61      | 7      | 8       | 2      | 32      | 7      | 101     | 16     |
| Све укупно                       | Све укупно     | Све укупно          | 248     | 33     | 28      | 7      | 38      | 8      | 314     | 48     |
| Ажурирано: децембра 2017. године |                |                     |         |        |         |        |         |        |         |        |

### Репрезентативна
Ажурирано децембра 2017. године
| Репрезентација      | Година | Наступи | Голови |
| ------------------- | ------ | ------- | ------ |
| Босна и Херцеговина |        |         |        |
| 2011.               | 1      | 0       |        |
| 2012.               | 0      | 0       |        |
| 2013.               | 2      | 0       |        |
| 2014.               | 1      | 0       |        |
| 2015.               | 0      | 0       |        |
| 2016.               | 0      | 0       |        |
| 2017.               | 0      | 0       |        |
| Укупно              | Укупно | 4       | 0      |

## Достигнућа
Са својих 30 наступа, Зоран Квржић држи рекорд Ријеке са највише наступа на УЕФА клупским такмичењима.

## Награде

### Клупске
Пролетер Теслић
- Трећа лига Републике Српске
  - Прваци (1): 2006/07.

 Ријека
- Куп Хрватске
  - Прваци (1): 2013/14.
- Суперкуп Хрватске
  - Прваци (1): 2014.

 Шериф Тираспољ
- Прва лига Молдавије
  - Прваци (1): 2016/17.
- Куп Молдавије
  - Прваци (1): 2016/17.
- Суперкуп Молдавије
  - Прваци (1): 2016.

Индивидуалне
- Куп Хрватске
  - Најбољи стрелац: 2012. (подељена)